# Michael Frater
Michael Frater (Manchester, Jamaica, 6 oktober 1982) is een Jamaicaanse sprinter, die is gespecialiseerd in de 100 m. Hij werd Jamaicaans kampioen in deze discipline en vertegenwoordigde zijn land driemaal op de Olympische Spelen. Op de 4 × 100 m estafette is hij sinds augustus 2008 mede-wereldrecordhouder.

## Biografie
Frater liep zijn eerste internationale wedstrijd in 2000. Op het WK voor junioren in Santiago behaalde hij op zowel de 100 m als de 4 × 100 m estafette een vijfde plaats.
Op de wereldkampioenschappen van 2003 in Parijs nam hij voor het eerst aan een WK deel. Hij werd in de kwartfinale uitgeschakeld. Op de Pan-Amerikaanse Spelen dat jaar in het Dominicaanse Santo Domingo won hij op de 100 m een gouden medaille door de Amerikaan Mardy Scales en de Canadees Anson Henry te verslaan. Op de Olympische Spelen van Athene in 2004 sneuvelde hij in de halve finale.
Het grootste succes van zijn atletiekcarrière tot op heden op een individueel nummer behaalde Michael Frater op de WK van 2005 in het Finse Helsinki. In de finale van de 100 m behaalde hij een zilveren medaille achter de Amerikaanse olympische kampioen Justin Gatlin. Dit succes was onverwachts, omdat zijn persoonlijk record 10,03 s was. In 2006 werd hij Jamaicaans kampioen op de 100 m.
Op de Olympische Spelen van 2008 in Peking nam hij deel aan de 100 m en de 4 × 100 m estafette. Op de 100 m wist hij zich te plaatsen voor de finale. Hierin werd hij zesde met een persoonlijk record van 9,97. Deze wedstrijd werd gewonnen door zijn landgenoot Usain Bolt met een verbetering van het wereldrecord tot 9,69. Op de 4 × 100 m won hij met zijn teamgenoten Nesta Carter, Usain Bolt en Asafa Powell een gouden medaille. In de nieuwe wereldrecordtijd van 37,10 eindigden ze voor de estafetteteams uit Trinidad en Tobago (zilver; 38,06) en Japan (brons; 38,15). In 2017 werd het Jamaicaanse team gediskwalificeerd wegens dopinggebruik van Carter.
Een jaar later kwam het Jamaicaanse 4 × 100 m estafetteteam tijdens de WK in Berlijn niet in de buurt van het in Peking gevestigde eigen wereldrecord. Desondanks was het Jamaicaanse viertal nog steeds veel te sterk voor de concurrentie en vestigde het, in de bezetting van Michael Frater, Asafa Powell, Usain Bolt en Steve Mullings, met 37,31 een nieuw toernooirecord.

## Titels
- Olympisch kampioen 4 × 100 m - 2008 , 2012
- Wereldkampioen 4 × 100 m - 2009, 2011
- Gemenebestkampioen 4 × 100 m - 2006
- Kampioen 100 m Pan-Amerikaanse Spelen - 2003
- Jamaicaans kampioen 100 m - 2006
- Wereldjeugdkampioen 4 × 100 m - 1999

## Persoonlijke records
Outdoor
| Onderdeel | Prestatie | Datum        | Plaats     |
| --------- | --------- | ------------ | ---------- |
| 100 m     | 9,88 s    | 30 juni 2011 | Lausanne   |
| 200 m     | 20,63 s   | 9 mei 2002   | Louisville |

Indoor
| Onderdeel | Prestatie | Datum            | Plaats |
| --------- | --------- | ---------------- | ------ |
| 50 m      | 5,74 s    | 14 februari 2012 | Liévin |
| 60 m      | 6,62 s    | 14 februari 2012 | Liévin |

## Palmares

### 100 m
Kampioenschappen
- 1997:  Carifty Games U17 - 11,04 s
- 1998:  Carifty Games U17 - 10,85 s
- 2000: 5e WJK - 10,46 s
- 2000:  Centraal-Amerikaanse jeugdkamp. - 10,58 s
- 2003:  Pan-Amerikaanse Spelen - 10,21 s
- 2003: 6e in ¼ fin. WK - 10,25 s
- 2004: 6e in ½ fin. OS - 10,29 s
- 2005:  WK - 10,05 s
- 2005: DNS Wereldatletiekfinale
- 2007:  Wereldatletiekfinale - 10,11 s
- 2008: 6e OS - 9,97 s
- 2008:  Wereldatletiekfinale - 10,10 s
- 2009: 5e in ½ fin. WK - 10,14 s
- 2009: 5e Wereldatletiekfinale - 10,16 s
- 2011: 6e in ½ fin. WK - 10,23 s

Golden League-podiumplekken
- 2007:  Memorial Van Damme – 10,12 s
- 2009:  Bislett Games – 10,08 s

Diamond League-podiumplekken
- 2011:  Athletissima – 9,88 s
- 2011:  Aviva British Grand Prix – 10,01 s
- 2012:  DN Galan – 10,12 s

### 4 × 100 m
- 1998:  Carifta Games U17 - 41,79
- 1999:  Pan-Amerikaanse jeugd kamp. - 40,27 s
- 1999:  WK junioren - 40,03 s (WR U18)
- 2002:  Gemenebestspelen - 38,62 s
- 2006:  Gemenebestspelen - 38,36 s
- 2007:  WK - 37,89
- 2008:  OS - 37,10 s (WR)
- 2009:  WK - 37,31 s (CR)
- 2011:  WK - 37,04 s (WR)
- 2012:  OS - 36,84 s (WR)

1912: Jacobs, Macintosh, d'Arcy, Applegarth ·
1920: Paddock, Scholz, Murchison, Kirksey ·
1924: Clarke, Hussey, Leconey, Murchison ·
1928: Wykoff, Quinn, Borah, Russell ·
1932: Kiesel, Toppino, Dyer, Wykoff ·
1936: Owens, Metcalfe, Draper, Wykoff ·
1948: Ewell, Wright, Dillard, Patton ·
1952: Smith, Dillard, Remigino, Stanfield ·
1956: Murchison, King, Baker, Morrow ·
1960: Cullmann, Hary, Mahlendorf, Lauer ·
1964: Drayton, Ashworth, Stebbins, Hayes ·
1968: Greene, Pender, Smith, Hines ·
1972: Black, Taylor, Tinker, Hart ·
1976: Glance, Jones, Hampton, Riddick ·
1980: Moeravjov, Sidorov, Prokofjev, Aksinin ·
1984: Graddy, Brown, Smith, Lewis ·
1988: Bryzgin, Krylov, Moeravjov, Savin ·
1992: Marsh, Burrell, Mitchell, Lewis ·
1996: Esmie, Gilbert, Surin, Bailey ·
2000: Drummond, Williams, Lewis, Greene ·
2004: Gardener, Campbell, Devonish, Lewis-Francis ·
2008: Bledman, Burns, Callender, Thompson ·
2012: Carter, Frater, Blake, Bolt ·
2016: Powell, Blake, Ashmeade, Bolt ·
2020: Desalu, Jacobs, Patta, Tortu ·
2024: Brown, Blake, Rodney, De Grasse
1983 King, Gault, Smith, Lewis ·
1987 McRae, McNeill, Glance, Lewis ·
1991 Cason, Burrell, Mitchell, Lewis ·
1993 Drummond, Cason, Mitchell, Burrell ·
1995 Esmie, Gilbert, Surin, Bailey ·
1997 Esmie, Gilbert, Surin, Bailey ·
1999 Drummond, Montgomery, Lewis, Greene ·
2001 Nagel, du Plessis, Newton, Quinn ·
2003 Capel, Williams, Patton, Johnson ·
2005 Doucouré, Pognon, De Lépine, Dovy ·
2007 Patton, Spearmon, Gay, Dixon ·
2009 Mullings, Frater, Bolt, Powell ·
2011 Carter, Frater, Blake, Bolt ·
2013 Carter, Bailey-Cole, Ashmeade, Bolt ·
2015 Carter, Powell, Ashmeade, Bolt ·
2017 Ujah, Gemili, Talbot, Mitchell-Blake ·
2019 Coleman, Gatlin, Rodgers, Lyles ·
2022 Brown, Blake, Rodney, De Grasse ·
2023 Coleman, Kerley, Carnes, Lyles